# Holaster
Holaster is een geslacht van uitgestorven zee-egels, en het typegeslacht van de familie Holasteridae.

## Soorten
- Holaster clypeatulus Nisiyama, 1950 †
- Holaster feralis Cooke, 1953 †
- Holaster feruglioi Melinossi, 1935 †
- Holaster hermitei Vidal, 1921 †
- Holaster lerichei Dartevelle, 1953 †
- Holaster lorioli Blanckenhorn, 1925 [1924] †
- Holaster marinellii Stefanini, 1928 †
- Holaster mortenseni Bernasconi, 1954 †
- Holaster vanhoepeni Besairie & Lambert, 1930 †